# كفاءة الرعاية الصحية
كفاءة الرعاية الصحية هي مقارنة بين مقدار دخل الرعاية الصحية التي يُحصل عليه من زيارة المريض للطبيب، أو نتائج العلاج، مع ما تستهلكه من التكلفة أو الوقت أو المواد. يمكن وصف الكفاءة كنسبة من الإنتاجية والاستهلاك بالمقارنة مع الإنتاجية المثلى باستخدام تحليل عشوائي للحدود أو تحليل للبيانات. ويشمل الإنجاز المحقق عند طلب الرعاية في أوقات الاستجابة أو تأخير طلب الرعاية عند الانتهاء من العمل.
تتمثل إحدى الصعوبات في إنشاء مقياس كفاءة معمم في إمكانية لمقارنة المخرجات. على سبيل المثال، إذا قام المستشفى A بإخراج 100 شخص بمتوسط تكلفة 8000 دولار، وقام المستشفى B بإخراج 100 شخص بسعر 7000 دولار، فيكون الافتراض أن B أكثر كفاءة من A، ولكن قد يخرج المستشفى B المرضى الذين ما زالوا يعانون ضعفًا في الصحة التي تتطلب إعادة دخولهم إلى المستشفى ما يؤدي إلى ارتفاع تكاليف العلاج.

## مؤشر بلومبرج لكفاءة الرعاية الصحية
يحسب مؤشر بلومبيرج درجة الكفاءة بناءً على متوسط العمر المتوقع إلى جانب النفقات الصحية بنوعيها النسبية والمُطلقة. وفي عام 2016، صُنفت هونغ كونغ على أنها الدولة التي تتمتع بأكبر كفاءة في مجال الرعاية الصحية. واحتلت الولايات المتحدة المرتبة 50 في قائمة 55 .
ووصفت طريقة المؤشر بأنها «بسيطة للغاية». انتقد خبير اقتصادي من صحة نوفيلد Nuffield Health المؤشر لعدم مراعاته جوانب الحياة الأخرى مثل: النظام الغذائي والتدخين ومستويات المعيشة والخدمات العامة والتي سيكون لها تأثير قوي على متوسط العمر المتوقع. ومن ناحية أخرى، فإن العديد من العمليات الجراحية الشائعة والمهمة التي يمكن إجراؤها لا تتأثر بالعمر، مثل إجراء عملية للمحافظة على البصر.

## أهداف لزيادة الكفاءة

### حركة التسويق

#### زيادة المعلومات
بشكل عام، يُحفز المستهلكون للسعي وراء أفضل قيمة. يتميز سوق الرعاية الصحية بالتعقيد بسبب عدم شفافية الأسعار والجودة، ولا يدفع المستهلكون التكلفة الكاملة للرعاية عادةً، على الرغم من أن الصحة أحد الأمور «التي لا تقدر بثمن».
يؤخذ بنظر الاعتبار الجهود المبذولة لزيادة شفافية السوق مثل التقارير عن المستشفيات وشركات التأمين التي تقدم لعملائها خصومات في ظروف معينة.

#### تبسيط المعلومات
توجد العديد من اللوائح تشرح قانون تأمين الرعاية الصحية قليلة التَكلُفة مثل لوائح تبسيط المعلومات، ولوائح توجيه للمساعدة في الاختيار الصحيح للخطة حيث توجد معايير خاصة لكل خطة مثل الخطة الذهبية أو الفضية أو البرونزية.

#### تقاسم التكلفة
يشير تقاسم التكلفة إلى وجود مخططات مختلفة لضمان عدم الإفراط في استخدام موارد الرعاية الصحية. ففي العديد من الأنظمة الصحية، لا يتحمل المريض التكلفة الكاملة للخدمات، ما يؤدي إلى زيارة الشخص لغرفة الطوارئ في حالة الأمراض البسيطة والتي يمكن علاجها بتكلفة أقل مثل العلاج في مراكز الرعاية الأولية أو عن طريق الخطوط الساخنة للتمريض وهذا سيؤثر على تكلفة الرعاية ويؤدي إلى ارتفاعها.
تتضمن وسائل تقليل التكلفة: الخصومات وحسابات التوفير الصحية.

#### زيادة الجودة
تعني الجودة الرديئة في الرعاية الصحية حاجة المرضى إلى مزيد من الخدمات بتكلفة أكبر. على سبيل المثال، إذا شُخصَ المريض بشكل خاطئ بصورة متكررة، فقد يعود إلى غرفة الطوارئ أو مكتب الطبيب بنفس الأعراض التي لم تُعالج، ما يزيد من الاستخدام العام لموارد الرعاية الصحية.

#### الاختلافات في تصرفات مزود الخدمة
ينص أطلس دارتموث للرعاية الصحية على أنه «من بين 306 إحالة للمستشفيات في الولايات المتحدة، تباينت مدفوعات الرعاية الطبية المعدلة حسب الأسعار مرتين في عام 2014، من حوالي 7000 دولار للحالة الأقل تكلفة إلى أكثر من 13000 دولار للحالة الأكثر تكلفة.»
وجدت أحد الدراسات أن "الاختلاف الكبير في الممارسة السريرية يؤدي إلى حصول نتائج صحية أسوأ، وزيادة التكاليف، والتباين في تقديم الرعاية. وعلى الرغم من كل هذه الجهود، كان من الصعب التغلب على تباين الممارسة. وشمل ذلك التحديات والمحاولات لتقليل التباين وعدم التجانس والفجوات في المعرفة بين الأطباء، وقطع الحوافز الاقتصادية بسبب السلوكيات السريرية غير المرغوب فيها؛ والمخاوف بشأن مخاطر سوء الممارسة؛ ورغبة الأطباء بالاستقلالية والتفضيل الشخصي، وعدم كفاية أدوات الاتصال التي تدعم القرار، والاختلالات بين الطلب السريري ووفرة الموارد. ومن العوائق الأساسية الأخرى أن الممارسة السريرية الجيدة يجب أن تختلف أحيانًا لتناسب الوضع الاجتماعي والبيئي والبيولوجي للمريض. في بعض الأحيان، قد لا تكون الممارسة القياسية هي الأفضل لمريض معين. إن الجهود المبذولة لتشريع أو وضع سياسات تتحكم بالرعاية محدودة وذلك لكونها تعيق الفطرة السليمة والتي تؤكد وجود استثناء لبعض الحالات.

#### تنسيق الرعاية
يؤدي تبادل المعلومات والتشاور بشكل فعال بين مقدمي الرعاية المشاركين في رعاية المريض إلى زيادة الجودة وتقليل التكاليف. ولكن في الوقت نفسه يمكن أن يؤدي ذلك إلى زيادة التكاليف كقيام المريض بتكرار الاختبارات الصحية.
ويمكن تطوير السجلات الصحية الإلكترونية لتحسين تنسيق الرعاية.

#### زيادة الوصول
عندما لا يتمكن المريض من الوصول إلى الرعاية المناسبة لأنه لا يستطيع تحمل تكاليفها يؤدي إلى تأخر العلاج وزيادة تكلفة العلاج، أو يتطور المرض بصورة تؤدي إلى رعاية طارئة أكثر تكلفة.
تشير بعض الأبحاث إلى أن الأشخاص الذين يفتقرون إلى التأمين الصحي يستخدمون غرف الطوارئ بشكل أكبر. بينما وجدت دراسة أخرى جرت على السكان أن الولايات الأمريكية التي وسعت برنامج Medicaid شهدت بالفعل زيادة في استخدام غرفة الطوارئ مقارنة بالولايات التي لم تستخدم ذلك البرنامج، على الرغم من أنها لم تأخذ بنظر الاعتبار المتغيرات المحتملة الأخرى.

#### تكاليف إدارية
وجد تقرير صندوق الكومنولث لعام 2017 أن التكاليف الإدارية للمستشفى تشكل 1.43٪ من الناتج المحلي الإجمالي في الولايات المتحدة، و0,41٪ منه في كندا.
توجد تكاليف الإدارة في أنظمة التأمين أيضاً. تتراوح تقديرات التكاليف الإدارية لبرنامج Medicare في الولايات المتحدة من 2 إلى 5٪، بينما تراوحت تقديرات التأمين الخاص من 12 إلى 18٪. يتطلب قانون الرعاية ذات التكلفة العالية من شركات التأمين الحفاظ على نسب خسارة طبية لا تقل عن 80٪.